# Fresnes-au-Mont
Fresnes-au-Mont település Franciaországban, Meuse megyében. Lakosainak száma 164 fő (2022. január 1.). Fresnes-au-Mont Chauvoncourt, Dompcevrin, Kœur-la-Grande, Lahaymeix, Nicey-sur-Aire, Les Paroches, Pierrefitte-sur-Aire és Rupt-devant-Saint-Mihiel községekkel határos.

## Népesség
A település népességének változása:
| Lakosok száma | 111  | 104  | 110  | 133  | 160  | 168  | 171  | 167  | 166  | 164  |
|               | 1968 | 1982 | 1990 | 2006 | 2013 | 2015 | 2017 | 2019 | 2020 | 2022 |